# Yamaha YZR-M1
La Yamaha YZR-M1 è la motocicletta di punta della Yamaha e viene impiegata nel motomondiale in classe MotoGP dall'anno dell'istituzione della classe. Dal 2002 la M1 ha subìto numerose evoluzioni e modifiche fino ad arrivare alla versione con motore da 1000 cm³.

## Il contesto
Dal 2002, con l'introduzione della MotoGP in sostituzione della precedente Classe 500, questo nuovo modello ha preso il posto della precedente Yamaha YZR 500 con motore a due tempi.
La prima versione del propulsore è stata un 4 tempi 4 cilindri in linea con raffreddamento a liquido e alimentazione a carburatori. Per quanto riguarda il telaio è stato inizialmente usato lo stesso già collaudato sulla YZR 500.

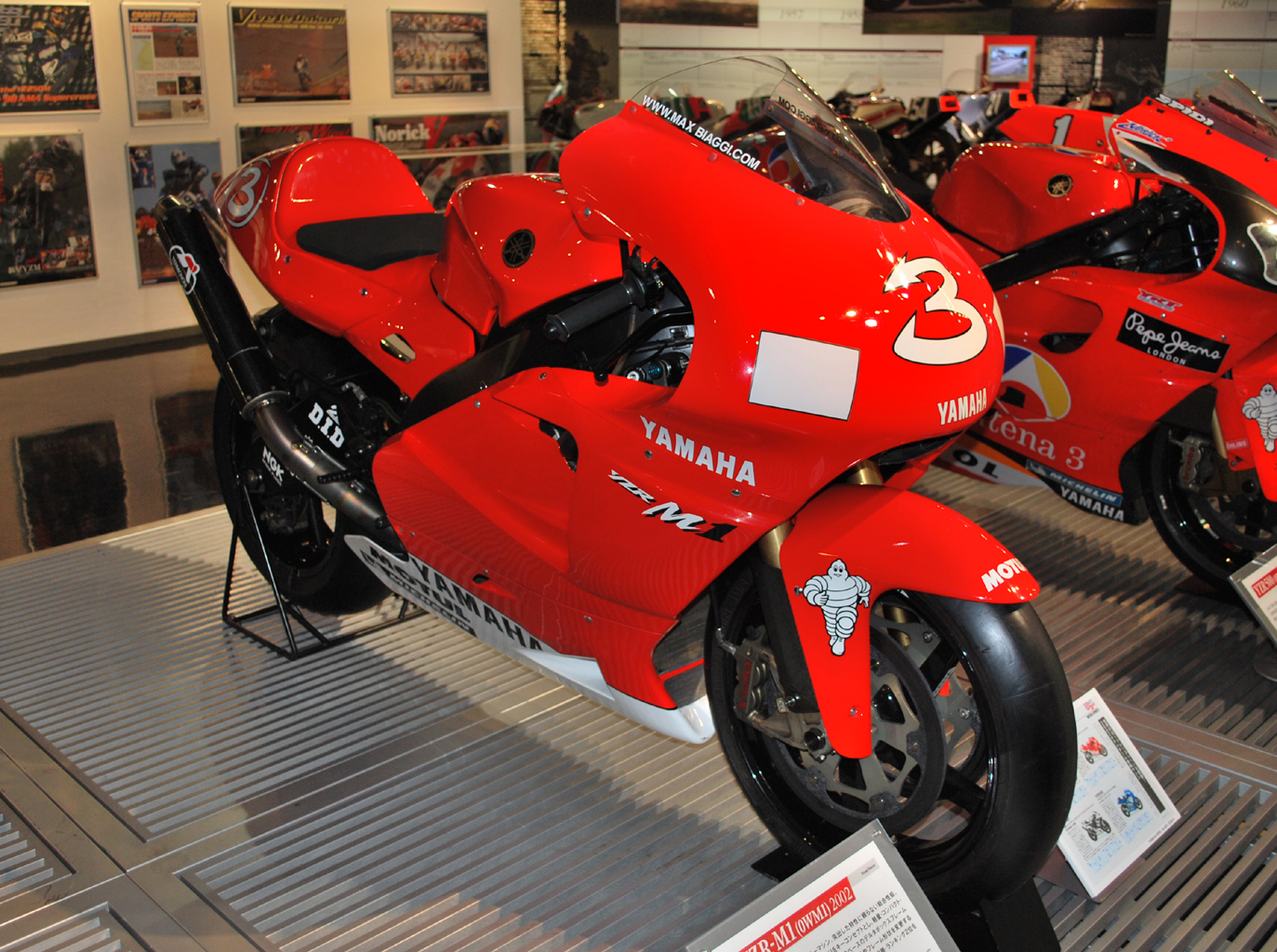
La YZR-M1 guidata da Max Biaggi nel 2002

Nel 2003 la moto ha adottato per la prima volta l'iniezione elettronica, soluzione che ha continuato ad adoperare anche successivamente.
Nel 2007 con il passaggio regolamentare alla cilindrata di 800 cm³, il propulsore è stato conseguentemente aggiornato. Nel 2012 il propulsore è stato riportato alla cilindrata piena (1000 cm³)

## I piloti
I test iniziali del modello, cominciati nel 2001 erano stati affidati principalmente a Max Biaggi e John Kocinski mentre i due piloti scelti dal team ufficiale per portarla al debutto nel 2002 sono stati Max Biaggi e Carlos Checa.
Durante l'anno dell'esordio, nel finale di stagione, la M1 è stata condotta anche da Norifumi Abe, Olivier Jacque e Shinya Nakano attraverso team satelliti. Al termine della stagione la M1 risultò vittoriosa in due GP, grazie a Max Biaggi che conquistò il primo posto in Repubblica Ceca e in Malesia.
Nel motomondiale 2003 Biaggi abbandonò il team, sostituito da Marco Melandri ma l'accoppiata Melandri/Checa non raggiunse risultati di particolare rilievo.
Nel 2004 il team ufficiale Yamaha ingaggiò Valentino Rossi che portò, al termine della stagione, la M1 ad ottenere il primo titolo mondiale. In quest'anno il secondo pilota ufficiale fu ancora Checa, sostituito l'anno successivo da Colin Edwards. Per le stagioni 2005 (anno in cui la M1 conquistò il secondo alloro), 2006 e 2007 l'accoppiata dei piloti Yamaha ufficiali restò invariata, costituita da Edwards e Rossi.
L'anno 2008 vide la sostituzione del pilota statunitense con lo spagnolo Jorge Lorenzo e al termine della stagione la M1 conquistò il terzo mondiale con alla guida Rossi.
Nel 2009 l'accoppiata di piloti ufficiali è rimasta la stessa, con Rossi che ha conquistato il suo quarto titolo mondiale con questa motocicletta; per quanto riguarda la stagione successiva, il team ufficiale ha riconfermato nuovamente entrambi i piloti.
La YZR-M1 durante gli anni, oltre che dal team ufficiale, è stata schierata anche dal team privato Tech 3 con vari piloti, tra i quali Toni Elías, Rubén Xaus, Carlos Checa, James Ellison, Makoto Tamada e Sylvain Guintoli. Nelle stagioni 2008 e 2009 ha avuto invece come piloti Colin Edwards e James Toseland. Dalla stagione 2019, due YZR-M1, oltre che dal team ufficiale, sono schierate dal team privato Petronas Yamaha SRT. 

## Successi
8 Campionati Mondiali Piloti: 
- 4 Valentino Rossi (2004, 2005, 2008, 2009)
- 3 Jorge Lorenzo (2010, 2012, 2015)
- 1 Fabio Quartararo (2021)

5 Campionati Costruttori (2005, 2008, 2009, 2010, 2015)
122 vittorie:
- 2002: 2 (Biaggi 2)
- 2004: 9 (Rossi 9)
- 2005: 11 (Rossi 11)
- 2006: 5 (Rossi 5)
- 2007: 4 (Rossi 4)
- 2008: 10 (Rossi 9, Lorenzo 1)
- 2009: 10 (Rossi 6, Lorenzo 4)
- 2010: 11 (Lorenzo 9, Rossi 2)
- 2011: 4 (Lorenzo 3, Spies 1)
- 2012: 6 (Lorenzo 6)
- 2013: 9 (Lorenzo 8, Rossi 1)
- 2014: 4 (Lorenzo 2, Rossi 2)
- 2015: 11 (Lorenzo 7, Rossi 4)
- 2016: 6 (Lorenzo 4, Rossi 2)
- 2017: 4 (Vinãles 3, Rossi 1)
- 2018: 1 (Vinãles 1)
- 2019: 2 (Vinãles 2)
- 2020: 7 (Quartararo 3, Morbidelli 3, Vinãles 1)
- 2021: 6 (Quartararo 5, Vinãles 1)
- 2022: 3 (Quartararo 3)